# Adriaen van der Spelt
Adriaen van der Spelt (Leiden, circa 1630 - Gouda, november 1673) was een Nederlands kunstschilder.

## Leven en werk
Adriaen van der Spelt werd omstreeks 1630 in Leiden geboren als zoon van de oorspronkelijk uit Gouda afkomstige glazenmaker Job Adriaensz. van der Spelt. Hij was waarschijnlijk omstreeks 1644 een leerling van de Goudse schilder Wouter Crabeth. Hij is vooral bekend geworden als schilder van (bloem)stillevens. In 1658 werd hij lid van het schildersgilde in Leiden. Daarna vestigde hij zich als kunstschilder in Gouda. Van 1664 tot 1670 schilderde hij in Berlijn aan het hof van de Frederik Willem van Brandenburg, keurvorst van Brandenburg.
Na zijn Berlijnse periode keerde hij terug naar Gouda. Hij trouwde aldaar voor de derde keer met een - volgens de Goudse geschiedschrijver Ignatius Walvis Groeningsch quaadaardig wijf (= een kwaadaardige vrouw uit Groningen).

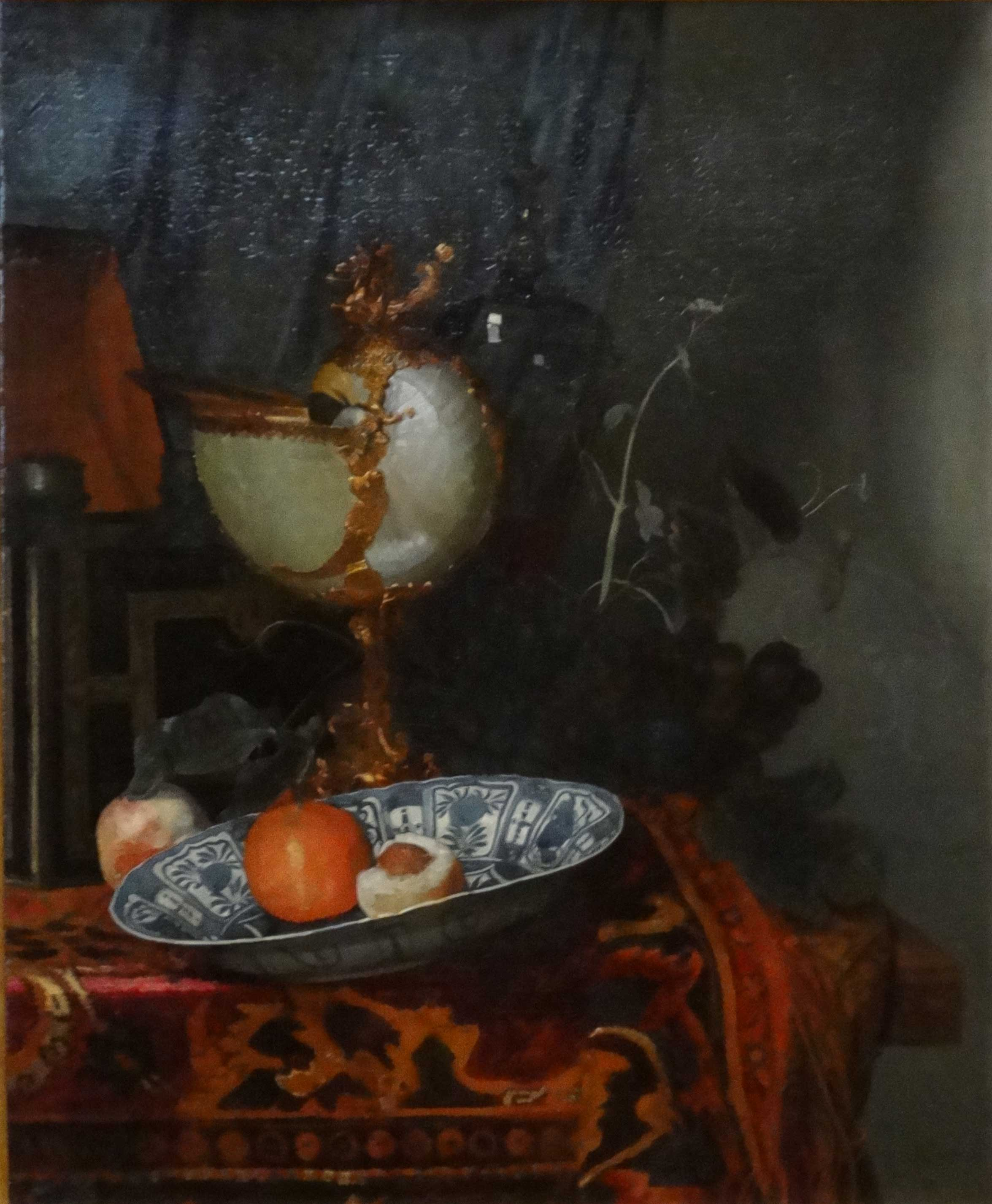
"Pronkstilleven" van Adriaen van der Spelt uit 1661 (collectie Museum Gouda)

- Biografisch Portaal: 19818397
- Gemeinsame Normdatei: 138476799
- RKD-Nederlands Instituut voor Kunstgeschiedenis: 74208
- Union List of Artist Names: 500006168
- Virtual International Authority File: 90012768
- WorldCat: E39PBJcWty9M8HMvrCyMTX6VG3